# Биджа (мантра)
Би́джа (санскр. बीजा, IAST: bīja, «семя») или Би́джа-ма́нтра (санскр. बीजामन्त्र, IAST: bīja-mantra, «семенная мантра») — термин в индуизме, буддизме, сикхизме.
Биджа — это предельно короткие, специально сконструированные по фонологическим правилам санскрита звуковые сочетания, обладающие свойствами мантр. Биджи не имеют самостоятельного лексического значения. Мантра называется биджей (семенем) потому, что, в соответствии с верованиями адептов, из короткого звукового сочетания впоследствии, вырастают достижения – сиддхи.
Наиболее древней и известнейшей из биджа-мантр является слог «Ом» (санскр. ॐ, IAST: oṃ); второй наиболее известной биджа-мантрой можно назвать мантру «Сохам».

## В индуизме

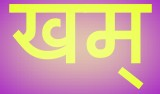
Биджа «khaṃ»

Использование биджа-мантр особо распространено в тантрической традиции — существует отдельная самостоятельная ветвь тантрической литературы, именуемая Мантра-видьей (санскр. मन्त्रविद्या, IAST: mantravidyā, «наука о мантрах») посвящённая исключительно мантрам и биджа-мантрам и их чтению, например: Биджа-бхидхана, Биджа-нигханту, Мантра-бхидхана, Мантрартха-бхидхана, Варна-биджа-коша и многие другие. В самой тантрической литературе так же имеются целые главы и разделы, посвящённые биджа-мантрам и их использованию в практике. Существует несколько способов чтения биджа-мантр:
- Самостоятельное чтение. Биджа-мантра просто повторяется на мале определённое количество раз.
- В составе мантры. Биджа-мантра читается как составная часть какой-либо мантры (например: «oṃ klīṃ gāyatrīyai namaḥ ..» — маха-мантра Гаятри).
- Группа биджа-мантр. Читается строго определённая последовательность биджа-мантр. Подобные группы биджа-мантр существуют для нескольких групп богинь шактийского тантрического пантеона — они есть у матрик, Махавидий и других. Часто читается с добавлением Ом в начале мантры и в конце с добавлением имени божества и слов namaḥ, svāhā или других, в конце.

Количество биджа-мантр не поддаётся счёту — практически у каждого из богов и каждой из богинь индуистского пантеона есть своя собственная биджа-мантра — иногда не одна: так, большинство биджа-мантр, начинающихся на букву ग् (Г), имеют отношение к Ганеше и его проявлениям.
Некоторые из биджа-мантр:
- hauṃ — Шива.
- klīṃ — Кама.
- kṣrauṃ — Нарисимха.
- sauḥ — Деви.

## Запреты и наиболее распространённые ошибки

### Самостоятельное чтение
Существует запрет на самостоятельное чтение без получения предварительного наставления и благословения Гуру. Согласно самим классическим текстам по Мантра-видье, нельзя так читать мантры — причина в том, что у каждой мантры (и биджа-мантры не исключение) есть определённые правила рецитации, в состав которых входит: ритм чтения; время чтения; сторона света; концентрация на божестве мантры; мудры; ритуальные действия и многое другое. Как сказано в тексте Мантра-биджа-бхидхана (стих 64):
Всякий, читающий эти мантры без света [знания, которое] дарует Гуру,
Уже в этой жизни потеряет всё, его родители будут болеть, а дети забудут о нём.
Подобные запреты так же существуют в буддийской мантрологической литературе

### Биджа «Фам» («Фат»)
В современной переводной литературе (в основном с английского) по джйотишу и у многих русскоязычных джйотиш-астрологов часто встречается биджа-мантра «фам» (или «фат»), например: мантра 19-й накшатры: «Аим Хрим Шрим Нам Пам Фам Мула». Необходимо сказать, что в санскрите отсутствует звук Ф и, соответственно, буква Ф — вероятнее всего, переводчик не знаком с санскритом и деванагари и так перевёл лигатуру пха (санскр. फ). Согласно самой литературе по Мантра-видье, подобные ошибки не способствуют духовному развитию читающего подобную мантру, а наоборот, лишь усугубляют его кармическое положение.